# آشامپستد
آشامپستد (به انگلیسی: Ashampstead) یک روستا و محله مدنی در بریتانیا است که در وست برکشر واقع شده‌است. آشامپستد ۳۹۸ نفر جمعیت دارد.